# حسین مهری
حسین مهری (زاده ۲۳ آبان ۱۳۶۳) بازیگر ایرانی است. او فعالیت خود را با فیلم عشق + ۲ (۱۳۷۷) آغاز کرد و با مجموعه‌های تلویزیونی زمانه (۱۳۹۱) به شهرت دست یافت.
شهرت او با مجموعه تلویزیونی زیر هشت (۱۳۸۹) شروع و در ادامه در سریال‌هایی چون نابرده رنج (۱۳۹۰) و پنجره (۱۳۹۰) و همه‌چیز آنجاست (۱۳۹۳) به ایفای نقش پرداخت که به شهرت او افزود.

## زندگی و فعالیت های هنری
حسین مهری در تهران به دنیا آمده اما پدرش اهل ساوه و مادرش تبریزی می‌باشد، دو برادر دارد و خودش تا مقطع دیپلم تحصیل کرده است. در آذر ۱۳۹۱ ازدواج کرده است و دارای یک فرزند پسر است.
مهری دوره دیده کانون پرورشی هنری حر می باشد که در سال ۱۳۷۳ اولین بار جلوی دوربین رفت، سپس با تئاتر ادامه داد و  در سال ۱۳۸۵ با مجموعه ما چند نفر وارد قاب تلویزیون شد. وی در مجموعهٔ‌های زیادی از جمله نابرده رنج و همه چیز آنجاست نقش‌آفرینی کرده است. او بازی در سریال بال‌های خیس را بدترین انتخاب و بزرگترین اشتباه در کارنامه هنری خودش می‌داند و معتقد است ضعف کارگردانی در این سریال به بازی او ضربه زده‌است حسین مهری در سریال و فیلم معراجی‌ها به کارگردانی مسعود ده‌نمکی هم بازی کرده است. وی همچنین در فیلم ماجرای نیمروز و ماجرای نیمروز: رد خون به کارگردانی محمد حسین مهدویان نقش عباس زریباف را ایفا کرد عباس زریباف فردی جاسوس در سپاه پاسداران جمهوری اسلامی بود که در اتاق شنود فعالیت می‌کرد و برای سازمان مجاهدین خلق  جاسوسی می‌کرد. حضور در مسابقه شب‌های مافیا از دیگر فعالیت‌های مهم وی هست، بازی در سریال خانگی غربت اولین تجربه بازیگری او در نمایش خانگی می‌باشد.

## فیلم شناسی

### سینمایی
- عشق + ۲ ۱۳۷۷
- روزهای زندگی ۱۳۹۰
- معراجی‌ها ۱۳۹۲
- زرد ۱۳۹۵
- چراغ‌های ناتمام ۱۳۹۵
- ماجرای نیمروز ۱۳۹۵
- کروکودیل ۱۳۹۶
- ماجرای نیمروز:رد خون ۱۳۹۷
- هفت و نیم ١٣٩٧
- زنبور کارگر ۱۳۹۸
- مزون کار ۱۴۰۰
- ویولن
- کولبرف
- تدفین
- پریا ۱۴۰۳

### سریال‌ها
- همبازی (۱۴۰۰ سروش محمدزاده)
- ارثیه پدری (۱۳۹۹-۱۴۰۱ میلاد بنایی و مهدی نقویان)
- حوالی پاییز (۱۳۹۷ حسین نمازی)
- سرزمین کهن (۱۳۹۶–۱۳۸۷ کمال تبریزی)
- همه‌چیز آنجاست (۱۳۹۳ شهرام شاه‌حسینی)
- معراجی‌ها (۱۳۹۳ مسعود ده نمکی)
- زمانه (۱۳۹۱ حسن فتحی)
- بال‌های خیس (۱۳۹۱ عباس رنجبر)
- پنجره (۱۳۹۰ قدرت‌الله صلح میرزایی)
- تا ثریا (۱۳۹۰ سیروس مقدم)
- پایتخت (۱۳۸۹ سیروس مقدم)
- نابرده رنج (۱۳۸۹ علیرضا بذرافشان)
- زیر هشت (۱۳۸۹ سیروس مقدم)
- شب هزار و یکم (۱۳۸۸، علی بهادر)
- ما چند نفر (۱۳۸۵ فیاض موسوی)

### نمایش خانگی
- غربت (امیر پورکیان) - ۱۴۰۳
- ناتو (مهدی صفی‌یاری) - ۱۴۰۲
- شب‌های مافیا (سعید ابوطالب) - ۱۳۹۹
- ارتش سری (سعید ابوطالب)
- شب های مافیا؛زودیاک (محمدرضا رضائیان)

### تله فیلم
- سایه‌های شهر (۱۳۸۸)
- فرجام (۱۳۸۹)
- شتاب کن (۱۳۸۹)
- به نام مادر (۱۳۹۰)
- ما همه تنهاییم (۱۳۹۱)
- شب کنکوری (۱۳۹۲)
- شیپورچی (۱۳۹۳)
- شروع یک پایان (۱۳۹۴)

### دستیار دوم کارگردان
- فیلم سینمایی بن‌بست (۱۳۸۷)

### منشی صحنه
- فیلم سینمایی بن‌بست (۱۳۸۷)